# Betty (chanson)
 (décembre 2021).
La mise en forme du texte ne suit pas les recommandations de Wikipédia : il faut le « wikifier ».
Les points d'amélioration suivants sont les cas les plus fréquents. Le détail des points à revoir est peut-être précisé sur la page de discussion.
- Les titres sont pré-formatés par le logiciel. Ils ne sont ni en capitales, ni en gras.
- Le texte ne doit pas être écrit en capitales (les noms de famille non plus), ni en gras, ni en italique, ni en « petit »…
- Le gras n'est utilisé que pour surligner le titre de l'article dans l'introduction, une seule fois.
- L'italique est rarement utilisé : mots en langue étrangère, titres d'œuvres, noms de bateaux, etc.
- Les citations ne sont pas en italique mais en corps de texte normal. Elles sont entourées par des guillemets français : « et ».
- Les listes à puces sont à éviter, des paragraphes rédigés étant largement préférés. Les tableaux sont à réserver à la présentation de données structurées (résultats, etc.).
- Les appels de note de bas de page (petits chiffres en exposant, introduits par l'outil «  Source ») sont à placer entre la fin de phrase et le point final[comme ça].
- Les liens internes (vers d'autres articles de Wikipédia) sont à choisir avec parcimonie. Créez des liens vers des articles approfondissant le sujet. Les termes génériques sans rapport avec le sujet sont à éviter, ainsi que les répétitions de liens vers un même terme.
- Les liens externes sont à placer uniquement dans une section « Liens externes », à la fin de l'article. Ces liens sont à choisir avec parcimonie suivant les règles définies. Si un lien sert de source à l'article, son insertion dans le texte est à faire par les notes de bas de page.
- La présentation des références doit suivre les conventions bibliographiques. Il est recommandé d'utiliser les modèles {{Ouvrage}}, {{Chapitre}}, {{Article}}, {{Lien web}} et/ou {{Bibliographie}}. Le mode d'édition visuel peut mettre en forme automatiquement les références.
- Insérer une infobox (cadre d'informations à droite) n'est pas obligatoire pour parachever la mise en page.

Pour une aide détaillée, merci de consulter Aide:Wikification.
Si vous pensez que ces points ont été résolus, vous pouvez retirer ce bandeau et améliorer la mise en forme d'un autre article.
Pour les articles homonymes, voir Betty.
Singles de Taylor Swift
exile
(2020) willow
(2020)
betty (stylisé en minuscules) est le troisième single du huitième album de Taylor Swift, Folklore, sorti en 2020. Il fait partie d'un « Triangle Amoureux » imaginée par Taylor Swift.
Le single atteint la 42e place aux Billboard Hot 100 et est certifié or au Canada.

## Promotion

### Live au Country Music Awards
Le 16 septembre 2020, elle interprète Betty au Country Music Awards et le lendamain, la chanson est envoyée aux radios

### Composition et pseudonyme de William Bowery
William Bowery, qui est crédité en tant qu'auteur-compositeur sur "Betty", a été présumé être un pseudonyme. Les médias traditionnels et les fans ont émis l'hypothèse que Bowery était le petit ami de Swift, l'acteur anglais Joe Alwyn. Swift a confirmé plus tard dans son documentaire de 2020, Folklore: The Long Pond Studio Sessions, que Bowery était en effet un pseudonyme pour Alwyn. Elle a déclaré qu'un jour, elle a entendu Alwyn "chanter le refrain entier, " et a demandé s'ils pouvaient écrire une chanson ensemble, qui est finalement devenue "Betty". Swift a cité "Top of the World" de Patty Griffin (2004) comme son inspiration pour écrire le point de vue masculin

### Folklore: The Long Pond Sessions
Le 25 novembre 2020, elle sort son documentaire sur Disney +, elle interprète toutes les pistes de Folkore dont les singles Cardigan, Exile, Betty et The 1

## Classements
| Classement                | Meilleure position |
| ------------------------- | ------------------ |
| Australie (ARIA)          | 22                 |
| Canada (Canadian Hot 100) | 32                 |
| Ireland (IRMA)            | 88                 |
| Portugal (AFP)            | 150                |
| Écosse (OCC)              | 58                 |
| Singapour (RIAS)          | 22                 |
| UK streaming (OCC)        | 46                 |
| US billboard              | 42                 |

### Certification
| Pays                   | Certifications | Ventes                  |
| ---------------------- | -------------- | ----------------------- |
| Cananda (Music Canada) | Or             | 40 000[réf. nécessaire] |